# Sarah J. Maas
Sarah J. Maas   (Nova York, 5 de març de 1986) és una escriptora estatunidenca de llibres del gènere fantàstic i romàntic. Va néixer el 5 de març del 1986, a Nova York, EUA. El seu nom complet és Sarah Janet Mass. La primera obra literària que va publicar va ser Trono de cristal, l’any 2012.

## Biografia
Va estudiar a l’escola Dalton, on a la secundària va començar a desenvolupar el gust per l’escriptura fent històries alternatives d'històries populars. Va anar a la universitat Hamilton College, on va estudiar escriptura creativa. En acabar la universitat es va mudar junt amb el seu actual marit, a Califòrnia.
Per crear la seva primera novel·la, Trono de cristal, es va inspirar en la banda sonora de la pel·lícula de Disney de la Ventafocs. Quan va veure la pel·lícula va pensar en la Ventafocs com una assassina, cosa que va donar lloc al personatge protagonista de la novel·la, la Cealena.
La primera novel·la que va escriure, Trono de cristal, en un principi es va dir Queen of glass (reina de gel) aquesta novel·la la va publicar en la pàgina web Fictionpress, on va tenir un gran èxit amb quasi de 7000 ressenyes.
Per escriure les seves novel·les, ella agafa inspiració amb música de tota mena, però sobretot de clàssica i la banda sonora de les pel·lícules. També s’inspira en diferents autors de novel·la famosos, com J. K. Rowling o Suzanne Collins. Molts dels espais dels seus llibres estan inspirats en llocs del món on ha viatjat, per exemple Europa o Estats Units.
Ella ha escrit 3 sagues del gènere romàntic, un gènere que combina el gènere fantàstic amb el romàntic.  Les dues sagues més populars són Trono de cristal i Una corte de rosas y espinas. Ha venut més de 37 milions de llibres i han estat traduïts a 38 idiomes.
La primera saga que va escriure va ser Trono de cristal, també coneguda com a TOG (Throne of Glass). Ella va inspirar-se en la ventafocs, però en lloc d’una criada la va voler convertir en una assassina, i així es va crear la protagonista, la Celaena Sardothien. La Celaena és una assassina de només divuit anys que busca ser lliure, perquè que està en un camp de treball en ser atrapada per una traïció. Aquesta novel·la ha estat un dels majors best-sellers de l’última dècada.
Una corte de rosas y espinas, també coneguda com ACOTAR (A Court of Thorns and Roses),  és una de les seves sagues més famoses. Aquest llibre es basa en el llibre de la bella i la bèstia. Tracta de la vida d’una humana la Feyre, que ha de lluitar per poder sobreviure en un món màgic. Aquest saga actualment encara s'està desenvolupant, però en aquest moment té sis llibres publicats. Aquesta saga ha tingut molta fama a través de TikTok.

## Llibres de l’autora

#### SagaTrono de cristal
- Trono de cristal(Throne of Glass) publicat l’any 2012 per l’editorial Hidra. Traductor Guiomar Manso.
- Corona de Medianoche (Crown of Midnight)  publicat l’any  2013 per l’editorial Hidra. Traductor Guiomar Manso.
- La espada de la asesina (The Assassin’s Blade) publicat l’any  2014 per l’editorial Hidra. Traductor Guiomar Manso. Aquest llibre és la preqüela.

La asesina y el señor de los piratas (The Assassin and the Pirate Lord)
La asesina y la curandera (The Assassin and the Healer )
La asesina en el desierto (The Assassin and the Red Desert)
La asesina en el inframundo, (The Assassin and the Underworld)
La asesina en el imperio (The Assassin and the Empire)
- Heredera de fuego (Heir of Fire ) publicat l’any 2014 per l’editorial Hidra. Traductor Guiomar Manso.
- Reina de sombras (Queen of Shadows) publicat l’any  2015 per l’editorial Hidra. Traductor Guiomar Manso.
- Imperio de tormentas (Empire of Storms) publicat l’any  2016 per l’editorial Hidra. Traductor Guiomar Manso.
- Torre del alba (Tower of Dawn) publicat l’any  2017  per l’editorial Hidra. Traductor Guiomar Manso.
- Reino de Cenizas (Kingdom of Ash) publicat l’any  2018 per l’editorial Hidra. Traductor Guiomar Manso.

#### Saga una corre de rosas y espinas
- Una corte de rosas y espinas (A Court of Thorns and Roses) publicat l’any 2015 per l’editorial crossbooks. Traductora Márgara Averbach.
- Una corte de niebla y furia (A Court of Mist and Fury) publicat l’any 2016 per l’editorial crossbooks. Traductora Márgara Averbach.
- Una corte de alas y ruina (A Court of Wings and Ruin) publicat l’any 2017 per l’editorial crossbooks. Traductor Julio Sierra.
- Una corte de hielo y estrellas (A Court of Frost and Starlight)  publicat l’any 2018 per l’editorial crossbooks. Traductora Mirta Rosenberg i Gastón Eduardo Navarro.
- Una corte de llamas plateadas (A Court of Silver Flames) publicat l’any 2021 per l’editorial crossbooks. Traductor Julio Sierra.

#### Saga ciudad medialuna
- Casa de guerra y sangre (House of Earth and Blood) publicat l’any 2020 per l’editorial alfaguara. Traductora Carolina Alvarado Graef.
- Casa de cielo y aliento (House of Sky and Breath) publicat l’any 2022 per l’editorial alfaguara. Traductora Carolina Alvarado Graef.
- Casa de llana y sombra (House of Flame and Shadow) publicat l'any 2024 per l’editorial alfaguara. Traductora Carolina Alvarado Graef.

#### Catwoman, soulstesler
- Catwoman, soulstealer publicada l'any 2018 per  l’editorial Montena. Traductora Noemi Risco Mateo

### Ordre de lectura
Les tres sagues que ha escrit la Sarah passen en el mateix univers i estan connectades, per això l’autora recomana llegir-les en un ordre concret.

#### Una corts de rosas y espinas
- Una corte de rosas y espinas (A Court of Thorns and Roses)
- Una corte de niebla y furia (A Court of Mist and Fury)
- Una corte de alas y ruina (A Court of Wings and Ruin)
- Una corte de hielo y estrellas (A Court of Frost and Starlight)
- Una corte de llamas plateadas (A Court of Silver Flames)

#### Trono de cristal
- Trono de cristal (Throne of Glass)
- Corona de Medianoche (Crown of Midnight)
- [Preqüela] La espada de la asesina (The Assassin’s Blade)

- Heredera de fuego (Heir of Fire )
- Reina de sombras (Queen of Shadows)
- [Lectura en Tàndem] Imperio de tormentas (Empire of Storms) / Torre del alba (Tower of Dawn)[10]
- Reino de Cenizas (Kingdom of Ash)

#### Saga ciudad medialuna
- Casa de guerra y sangre (House of Earth and Blood)
- Casa de cielo y aliento (House of Sky and Breath)
- Casa de llana y sombra (House of Flame and Shadow)[1]